# Selaginella gorvalensis
Selaginella gorvalensis är en mosslummerväxtart som beskrevs av Antoine Frédéric Spring. Selaginella gorvalensis ingår i släktet mosslumrar, och familjen mosslummerväxter. Inga underarter finns listade i Catalogue of Life.